# Milo Yiannopoulos
Milo Yiannopoulos, pseudonimo di Milo Hanrahan (Chatham, 18 ottobre 1984), è un giornalista britannico.
Ex redattore capo di Breitbart News, Yiannopoulos si autodefinisce libertario. Esprime posizioni critiche su Islam, ateismo, femminismo e politicamente corretto.
È stato uno dei primi commentatori a occuparsi del caso Gamergate. Nel 2015 ha iniziato a lavorare a Breitbart, attirando l'attenzione per le sue opinioni controverse e politicamente scorrette. In seguito si è trasferito negli Stati Uniti, dove è diventato un sostenitore della campagna presidenziale di Donald Trump nelle elezioni del 2016. Nel luglio 2016 il suo profilo Twitter è stato rimosso per incitamento a molestie per una campagna d'odio da lui promossa contro la stand-up comedian Leslie Jones.

## Biografia
Milo Yiannopoulos è nato e cresciuto nella contea del Kent, in Inghilterra. Suo padre Nicolas Hanrahan è di origine metà greca e metà irlandese. Yiannopoulos afferma che suo padre voleva divorziare mentre sua madre era incinta di lui; tuttavia, il matrimonio durò ancora per altri sei anni prima del divorzio, dopo il quale il padre si trasferì a St Ives, in Cornovaglia, dove si stabilì con la sua nuova moglie giamaicana.
Fu cresciuto dalla madre e dal suo secondo marito, con il quale ha dichiarato di non avere un buon rapporto. Da adolescente, viveva con la nonna paterna, Petronella Yiannopoulos, il cui cognome ha poi adottato. Ha frequentato la Simon Langton Grammar School for Boys di Canterbury, dalla quale ha dichiarato di essere stato espulso. Frequentò l'Università di Manchester ma si ritirò dagli studi senza laurearsi.
Cattolico praticante, afferma che sua nonna materna era ebrea.
Apertamente omosessuale, nel settembre 2017,  ha sposato il suo fidanzato afro-americano alle Hawaii. La coppia ha preferito mantenere la sua identità segreta.
Dopo l'università, Yiannopoulos ottenne inizialmente un lavoro presso il The Catholic Herald. Era interessato a diventare un critico teatrale. Tuttavia, la rottura arrivò con il suo interesse per il giornalismo partecipativo mentre indagava sul tema delle donne nell'informatica nel 2009 per The Daily Telegraph. 
È apparso nel programma Newsnight di BBC Two con il rapper Tinchy Stryder nel maggio 2014, in una discussione su violazione del copyright e pirateria musicale. Nel marzo 2015 è apparso su The Big Questions, discutendo argomenti relativi al femminismo e alla discriminazione contro gli uomini nel Regno Unito.
Nel marzo 2017 è stato candidato alle carica elettiva studentesca di rettore all'Università di Glasgow per succedere a Edward Snowden; è arrivato quarto con 533 voti contro i 4.500 voti di Aamer Anwar. Aveva invocato la chiusura dell'Associazione degli studenti musulmani dell'università. Nel novembre del 2017 è stato assunto da The Daily Caller, sito conservatore americano di notizie e opinioni, per curare una rubrica settimanale, ma è stato licenziato subito dopo aver pubblicato la sua prima colonna, insieme al reclutatore che lo aveva assunto è stato licenziato.

## Controversie

### Gamergate
Yiannopoulos ha avuto un ruolo di primo piano durante la controversia del Gamergate, criticando l'attuale cultura politica dei videogiochi come "un esercito di programmatori femministi sociopatici e attivisti, sostenuti da blogger informatici americani politicamente corretti". Nel dicembre 2014, ha annunciato che stava lavorando a un libro sul Gamergate. Nell'agosto 2015, un evento presso il Centro Koubek di Miami sponsorizzato dalla Society of Professional Journalists è stato preso di mira da minacce di bombe, costringendo all'evacuazione dell'edificio e alla sospensione di un dibattito con Yiannopoulos e Christina Hoff Sommers.

### Omosessualità
Yiannopoulos si identificava apertamente come gay, e ha dichiarato che "I diritti civili ci hanno reso più stupidi" sostenendo storicamente che "gli omosessuali sono stati massicciamente "sovrarappresentati" nelle arti e nella ricerca intellettuale, nel potere e nell'influenza. Ha anche scritto che i gay dovrebbero "tornare nell'armadio". Ha descritto l'essere gay come "aberrante" e "una scelta di stile di vita garantita per portare ai gay dolore e infelicità".. Nel 2011 ha discusso il matrimonio omosessuale su Channel Os 10 O'Clock Live con Boy George, e un anno dopo su Newsnight. Nel 2013 si è opposto alla fornitura di "Soho masses". Nel novembre 2013, ha discusso con il cantante Will Young su Newsnight sull'uso della parola "gay" come provocazione per un parco giochi. Durante un'intervista con Joe Rogan, nel 2015, Yiannopoulos ha affermato che "se potessi scegliere, non sarei omosessuale". Alla domanda se fosse disposto a curarsi dell'omosessualità, se una cosa del genere fosse mai stata inventata, Yiannopoulos rispose "Beh, sarebbe un suicidio per la mia carriera, ma probabilmente lo farei, sì".
Nell'ottobre 2017, ha sposato il suo compagno alle Hawaii e lo stesso mese si è espresso contro il sondaggio postale sulla legge matrimoniale condotto dal governo australiano, sostenendo che violasse la libertà di religione.
Nel 2017 ha criticato Papa Francesco per la sua apertura verso gli omosessuali, aggiungendo che il miglior consiglio che potrebbe dare al Papa sarebbe quello di "smettere di parlare". Nell'intervista ha ribadito la sua convinzione che l'omosessualità sia un peccato e ha condannato quelli (incluso il clero) che hanno cercato di cambiare il dogma della Chiesa sulla questione. Kevin D. Williamson nel National Review ha sostenuto che Milo Yiannopoulos abbia messo il mondo omosessuale al servizio dell'autoritarismo di destra più di qualsiasi altro uomo da quando i borsisti di Hugo Boss hanno cucito tutte quelle eleganti uniformi delle SS.
Nell'agosto 2019, Yiannopoulos fu il cerimoniere di una parata dell'orgoglio eterosessuale a Boston, organizzata dal gruppo di estrema destra Resist Marxism.
Nel marzo 2021, Yiannopoulos ha dichiarato di essere un ex-gay e che si sarebbe impegnato per migliorare la reputazione pubblica della terapia di conversione per gli omosessuali.

### Libertà di parola
La politica No Platform della National Union of Students del Regno Unito si occupa di proteggere i campus da "individui o membri di organizzazioni o gruppi identificati dal comitato delle procedure democratiche come titolari di opinioni razziste o fasciste".
Yiannopoulos e la femminista Julie Bindel avrebbero dovuto partecipare nell'ottobre 2015 al dibattito sulla libertà di parola dell'Università di Manchester "Dalla liberazione alla censura: il femminismo moderno ha un problema con la libertà di parola?". Tuttavia, l'Unione degli Studenti ha bandito prima Bindel, poi anche Yiannopoulos. L'Unione ha citato i commenti di Bindel sulle donne transgender e le opinioni di Yiannopoulos sulla cultura dello stupro e ha dichiarato che entrambi hanno violato la politica di sicurezza dello spazio dell'Unione.
Yiannopoulos avrebbe dovuto parlare all'Università di Bristol il mese seguente, ma dopo che i manifestanti hanno tentato di farlo bandire dall'università, l'evento è diventato un dibattito tra Yiannopoulos e la blogger e femminista Rebecca Reid.
Yiannopoulos ha scritto spesso articoli che sono stati criticati come misogini. In un articolo di Breitbart intitolato "Il controllo delle nascite rende le donne non attraenti e pazze", afferma che la pillola contraccettiva orale combinata fa sì che le donne diventino isteriche, sessualmente promiscue e obese. È stato anche accreditato come autore di altri articoli controversi sulle donne, come "La soluzione per le molestie online 'è semplice: le donne dovrebbero disconnettersi" e ha criticato il coinvolgimento delle donne nell'esercito.

### Twitter
Nel dicembre 2015, Twitter ha sospeso brevemente l'account di Yiannopoulos, dopo aver modificato il suo profilo per descriversi come un "social justice editor" di BuzzFeed. Il segno di spunta "verifica" del suo account Twitter è stato rimosso dal sito il mese seguente.  Twitter ha rifiutato di fornire una spiegazione per la rimozione della verifica, affermando che non commentano i singoli casi. Nel marzo 2016, Yiannopoulos ha ottenuto l'accreditamento per la conferenza stampa della Casa Bianca per la prima volta. Per le sue critiche all'Islam dopo le sparatorie nel nightclub Orlando di Orlando, un attacco terroristico in una discoteca gay, il suo account Twitter è stato temporaneamente sospeso a giugno 2016, il quale è stato successivamente ripristinato. A luglio 2016, Yiannopoulos ha criticato il remake al femminile di Ghostbusters come "un film per aiutare le solitarie donne di mezza età a sentirsi meglio dopo essere state lasciate sullo scaffale". Dopo l'uscita del film, molti utenti di Twitter attaccarono l'attrice afroamericana Leslie Jones con insulti razzisti. Yiannopoulos ha scritto tre tweet pubblici su Jones, sostenendo che Ghostbusters sta floppando al botteghino e quindi hanno schierato Leslie Jones per interpretare la vittima su Twitter. I media hanno descritto i tweet di Yiannopoulos come un incoraggiamento all'odio contro Leslie Jones. Yiannopoulos è stato quindi bandito definitivamente da Twitter per ciò che la società ha citato come "incitamento o coinvolgimento nell'abuso mirato o molestie altrui". Yiannopoulos dichiarò che era stato bandito a causa delle sue tendenze conservatrici. In un'intervista con CNBC, ha denunciato i tweet abusivi inviati da altri a Jones, e ha dichiarato di non essere responsabile per loro. Dopo la sua sospensione da Twitter, l'hashtag "#FreeMilo" ha iniziato a trending sul sito da parte di coloro che si sono opposti alla decisione di Twitter di bannarlo. In un'intervista alla Convention nazionale repubblicana del 2016, Yiannopoulos ha ringraziato Twitter per averlo bandito, affermando che tale fatto abbia fatto aumentare la sua popolarità.

### Alt Right
Yiannopoulos è solitamente associato all'alt-right. In un'intervista nel novembre 2016 a Channel 4, Yiannopoulos ha parlato del suo rapporto con il movimento: "Siamo compagni di viaggio su alcune questioni, ma io sono molto pro-Iraq, e sono molto filoisraeliano, ci sono punti di differenza, penso". In un articolo di Breitbart, Yiannopoulos descrisse il movimento alt-right come "pericolosamente brillante". Il Tablet ha sostenuto che diversi sostenitori intellettuali scrivono per pubblicazioni razziste e antisemite, come VDARE e American Renaissance. L'articolo di Breitbart è stato criticato dagli oppositori dell'alt-right sostenendo che giustifica gli elementi estremisti del movimento, e anche dal sito neo-nazista The Daily Stormer che sostiene che il razzismo e l'antisemitismo siano i pilastri dell'alt-right. La Lega Anti-Diffamazione classifica Yiannopoulos come parte dell'alt-lite (termine che si pronuncia come "light" ovvero "leggero"); un termine usato per indicare individui associati all'alt-right senza essere apertamente nazionalisti e antisemiti. Nell'ottobre 2016, durante un'intervista con la BBC, Yiannopoulos ha sostenuto che l'alt-right fosse principalmente interessato a temi come: immigrazione, commercio, politicamente corretto e libertà di parola. Yiannopoulos ha suggerito che l'alt-right prende consensi ovunque: dai liberali-classici, dalla sinistra insoddisfatta, ai conservatori ordinari, e a "questo giovane, giovane, molto energico, allegro, malizioso che si è improvvisamente interessato alla politica, e questa è l'ala a cui sono più strettamente associato, perché questa è l'ala più eccitante '. Yiannopoulos descrive questo contingente dell'alt-destra come "l'ala del movimento che vincerà".

### Aborto
Yiannopoulos è contrario all'aborto. "Non riguarda solo il corpo della donna che rimane incinta. È responsabile di un altro corpo, di un'altra anima, di un altro essere umano. Quella donna ha la custodia esclusiva. Da gay, devo essere contrario all'aborto perché non appena inizieranno a capire qual è il gene gay, saremo noi a essere tagliati fuori perché nessuno vuole un figlio gay."

### Ateismo
Milo Yiannopoulos ha criticato l'ateismo in diverse interviste. In una discussione con Joe Rogan, Yiannopoulos ha paragonato quello che considera il "triste inferno della scena artistica atea" rispetto a capolavori artistici come la Basilica di San Pietro o la Moschea Blu. Ha inoltre affermato: "Mi dispiace per le persone che vivono questa sorta di desolante esistenza vuota come ateisti militanti, è "semplicemente noioso". Yiannopoulos era in origine un sostenitore schietto del partito conservatore, ma ha presentato domanda per aderire all'IPIP nel giugno 2018.

### Brexit
Yiannopoulos ha sostenuto l'uscita della Gran Bretagna dall'Unione Europea nel referendum del 2016.

### Cristianesimo
Milo Yiannopoulos ha affermato che "il Natale e il Cristianesimo valgono la pena di lottare". Ha affermato che l'etica del protestantesimo era necessaria per lo sviluppo del capitalismo e che il cristianesimo ha dato un'educazione alla civiltà occidentale e ha creato l'idea del matrimonio consensuale. Per quanto riguarda l'origine della scienza moderna, Milo Yiannopoulos sostiene che "è stato il cristianesimo a spingere l'uomo a guardare intorno al mondo e dire che questa meravigliosa e meravigliosa creazione del Signore è qualcosa che Dio ha fatto e che quindi il cristianesimo ha dato alla luce la modernità". In riferimento al suo essere cristiano e omosessuale, Milo Yiannopoulos ha dichiarato che: "In un momento in cui lo stato stava assassinando gli omosessuali, la Chiesa cattolica li stava accogliendo e li proteggeva come sacerdoti e ha dato loro la possibilità di essere qualcuno nella comunità e di non essere ostracizzati, uccisi o discriminati. Il compromesso era che non potevi sposarti, ma la Chiesa cattolica stava dando agli omosessuali un'importante funzione nella civiltà."

### Cambiamento climatico
Durante un'intervista con Joe Rogan, nel 2015, Yiannopoulos ha affermato che "non credo affatto che il cambiamento climatico sia causato dall'uomo". Durante la stessa intervista, Yiannopoulos ha affermato che mentre lavorava per una "ONG per il cambiamento climatico, ho visto persone omettere dataset che non si adattavano alla loro ipotesi e ho iniziato a credere che l'intera faccenda era un cesso di merda e me ne sono andato."

### Sostegno a Donald Trump
Yiannopoulos è un sostenitore di Donald Trump. È stato paragonato ad Ann Coulter e indicato come "volto di un movimento politico", ma dice che la sua vera preoccupazione è "la cultura pop e la libertà di parola". Come afferma: "Non mi interessa la politica, parlo solo di politica a causa di Trump". Tuttavia, in seguito alla decisione di Trump di attaccare una base aerea siriana nell'aprile 2017, Yiannopoulos prese le distanze dal presidente, affermando che l'attacco missilistico era "l'opposto del perché la gente ha votato per lui". Questo sentimento era condiviso da una parte considerevole dei sostenitori online di Trump tra cui Ann Coulter e Mike Cernovich, che fu il primo a riferire sull'attacco imminente.

### The Dangerous Faggot Tour
Verso la fine del 2015, Yiannopoulos ha iniziato un tour nel campus chiamato "The Dangerous Faggot Tour", che comprendeva le università negli Stati Uniti e in Gran Bretagna. Sebbene la maggior parte dei suoi discorsi non siano stati cancellati, molti sono stati accolti da una protesta notevole che va dalle interruzioni alle dimostrazioni violente. Il giornalista Audrey Goddard ha analizzato il suo discorso all'Università di Pittsburgh, concludendo che Yiannopoulos spende "la maggior parte del tempo esprimendo le sue opinioni con dichiarazioni poco o per nulla fattuali che le accompagnano", che Goddard ha definito ironico tenendo conto di come Yiannopoulos abbia ripetutamente insistito che "stava solo affermando "fatti".

### Dangerous
Un'autobiografia intitolata Dangerous è stata annunciata nel dicembre 2016. Yiannopoulos avrebbe ricevuto un pagamento anticipato di 250000 $ dall'editore del libro, Simon & Schuster. Il giorno dopo il suo annuncio, le prevendite per il libro l'hanno portata al primo posto nella lista dei best seller di Amazon.com. L'annuncio del libro ha suscitato polemiche, tra cui una dichiarazione su Twitter da The Chicago Review of Books secondo cui non avrebbero rivisto i libri di Simon & Schuster a causa dell'accordo sul libro. Simon & Schuster ha abbandonato la pubblicazione di Dangerous il 20 febbraio 2017. La cancellazione dell'editore è avvenuta sulla scia del video e della controversia sui commenti sul consenso sessuale dei minori che ha portato il CPAC a ritirare il suo invito a parlare e Yiannopoulos a dimettersi da Breitbart. Yiannopoulos in risposta ha fatto causa a Simon & Schuster per "violazione del contratto" volontaria e opportunistica e "violazione del patto di buona fede e correttezza". L'editore afferma che queste affermazioni sono interamente "senza merito". In una dichiarazione rilasciata pubblicamente, Simon & Schuster ha dichiarato: "Riteniamo che la causa di Yiannopoulos sia motivata dalla pubblicità e del tutto priva di merito: Simon & Schuster si difenderà energicamente da qualsiasi azione del genere e si aspetta che prevalga in tribunale." La causa, presentata dagli avvocati di Yiannopoulos nella Corte Suprema di New York, afferma che Simon & Schuster hanno rotto il contratto quando hanno deciso di non pubblicare il suo memoriale Dangerous tra le polemiche sul video in cui Yiannopoulos sembrava difendere le relazioni sessuali tra uomini e ragazzi minori. Yiannopoulos afferma di essere stato costretto a pubblicare da solo il suo libro, sostenendo che il libro avrebbe venduto più copie se fosse stato sostenuto dall'editore.
In un comunicato stampa del 26 maggio 2017, Yiannopoulos ha annunciato che il libro sarebbe stato auto-pubblicato dalla sua casa editrice "Dangerous Books", il 4 luglio 2017. Subito dopo l'annuncio, il libro è diventato il libro di umorismo politico più venduto su Amazon. Secondo quanto riferito, ha chiesto 10 milioni di dollari di danni da Simon & Schuster.
Il libro ha raggiunto il primo posto nella lista dei bestseller senza pubblicazione di Publisher Weekly e al secondo posto nell'elenco dei bestseller del New York Times.